# Irene Silva de Santolalla
Irene Susana Silva Linares de Santolalla (n. Cajamarca, 10 de mayo de 1902 - Lima, 30 de julio de 1992) fue una educadora, escritora y política peruana. En 1956 se convirtió en la primera mujer en ser elegida senadora y la primera en ocupar un cargo político importante en el país. Gran parte de su vida la dedicó a luchar por los derechos de la mujer.

## Biografía
Hija de Oscar Silva Burga y Susana Linares; realizó sus estudios escolares en el Liceo del Carmen en la ciudad de Cajamarca y luego en el Colegio Sagrados Corazones de la ciudad de Lima. 
Fundadora de las escuelas de Educación Familiar e instauradora del curso del mismo nombre en los ocho años de enseñanza media, entre los años 50 y 60 del siglo XX.
Fundó y fue la primera presidenta del Comité Peruano para la colaboración con las Naciones Unidas (1949), el cual tenía entre sus objetivos conseguir facultar a la mujer peruana (1955).
En marzo de 1956, la Unión de Mujeres Americanas designó a Irene como Mujer de las Américas, premio con el cual fue galardonada en una ceremonia en la ciudad de Nueva York.
Postuló al Senado en la elecciones de 1956 (las mujeres accedieron al voto en Perú en 1955), resultando elegida para el período 1956-1962 con 18,094 votos. Con ello se convirtió en la primera mujer en ser elegida Senadora y la primera en ocupar un cargo político importante en el país.
Falleció en la ciudad de Lima el 30 de julio de 1992.

## Vida personal
Se casó con Fausto Francisco Santolalla Bernal, con quien tuvo cuatro hijos (Irene, Maruja, Javier y Nina).

## Obras
- Por la felicidad de nuestros hijos[4][5]
- Hacia un mundo mejor[4][5]
- Educación prematrimonial[5]
- El gran problema[5]

## Premios y distinciones
A lo largo de su vida, Irene Silva Linares fue reconocida por sus méritos en la lucha por la igualdad de las mujeres y por las mejoras en la educación de su país. Podemos destacar los siguientes premios y distinciones:
- Elegida por la Unión de Mujeres Americanas como Mujer de las Américas, en el año 1956, premio con el cual fue galardonada en una ceremonia en la ciudad de Nueva York.
- Recibió en 1982, por parte del Estado Peruano la Orden El Sol del Perú.